# Danny Kaden
Danny Kaden, nato Daniel Kirschenfinkel (Varsavia, 10 giugno 1884 – Varsavia, 1942), è stato un regista, attore e sceneggiatore polacco.
Nella sua carriera, iniziata all'epoca del muto, usò anche lo pseudonimo Nunek Danuky.

## Biografia
Danny Kaden cominciò la sua carriera cinematografica nel 1913, lavorando sia come attore, che come regista e sceneggiatore. In quest'ultima veste, collaborò anche con Ernst Lubitsch. Kaden fu a capo della società di produzione berlinese Danny Kaden-Film GmbH che produsse cinque dei suoi film ma lo scoppio della prima guerra mondiale interruppe l'attività della società che dovette chiudere i battenti. Fu anche musicista e scrisse le musiche di Das blonde Vergnügen, un suo film del 1918.
Nel 1937, Danny Kaden ricreò a Varsavia un'altra casa di produzione, la Danny Kaden Film che produsse Parada Warszawy del regista polacco Konrad Tom.
Kaden morì nel 1942 nel ghetto di Varsavia.

## Filmografia

### Regista
- Verbrecher aus verlorener Ehe (1913)
- Zwei Tage im Paradies (1913)
- Marga, Lebensbild aus Künstlerkreisen (1913)
- Freibadfolgen (1913)
- Gestörte Freunde (1913)
- Max, das unbewußte Genie (1913)

- Fräulein Puppe - Meine Frau (1914)

- Hans im Glück (1914)

- Tenente per ordini superiori (Leutnant auf Befehl) (1916)

- Im stillen Ozean (1917)
- Ballzauber (1917)
- Das Fräulein von der Kavallerie (1917)
- Onkelchens Liebling (1917)
- Das Wäschermädel Seiner Durchlaucht (1917)
- Die Männerfeindin (1917)
- Gesucht ein Mann, der ein Mann ist (1918)

- Od kobiety do kobiety (1923)

### Attore
- Zwei Tage im Paradies, regia di Danny Kaden (1913)

- Usmiechy zycia , regia di Czeslaw Dembinski (1927)

### Sceneggiatore
- Verbrecher aus verlorener Ehe, regia di Danny Kaden (1913)

- Tenente per ordini superiori (Leutnant auf Befehl), regia di Danny Kaden (1916)
- Ballzauber, regia di Danny Kaden (1917)
- Im stillen Ozean, regia di Danny Kaden (1917)
- Il principe Sami (Prinz Sami), regia di Ernst Lubitsch (1918)

- Od kobiety do kobiety, regia di Danny Kaden (1923)